# Arrecife
Arrecife ist seit 1852 die Hauptstadt der zu Spanien gehörenden Kanarischen Insel Lanzarote. Die Hauptstadt war zuvor Teguise im Landesinneren. Arrecife ist eine der sieben Gemeinden der Insel, hier wohnt mit 68.169 Einwohnern (Stand: 2024) knapp die Hälfte aller Lanzaroteños.

## Charakter
Das Stadtbild Arrecifes ist von seinen Bewohnern geprägt, Touristen spielen hier eine untergeordnete Rolle. Das Stadtzentrum mit dem Rathaus und der Fußgängerzone Calle de Leon y Castillo grenzt mit der Promenade an den Atlantik. Von dieser gelangt man über eine Zugbrücke zu einer Insel mit der Festung Castillo de San Gabriel  mit Ursprung im 16. Jahrhundert. An der Küste nach Süden folgt das höchste Gebäude der Insel, das Ende der 1960er Jahre fertiggestellte Gran Hotel, das aus wirtschaftlichen Gründen 1991 geschlossen wurde und 1994 ausbrannte. Im Juli 2004 wurde es nach Wiederaufbau neu eröffnet. Weiter südlich liegt der Strand Playa del Reducto, der Busbahnhof und das Cabildo Insular de Lanzarote, der Sitz der Inselregierung. Nördlich des Stadtzentrums liegt die Charco de San Ginés, eine gezeitenabhängige Lagune, die bis ins Stadtgebiet reicht. In diesem Bereich liegen die Anfänge des Ortes Arrecife. An der Küste weiter nach Norden folgen der Fischereihafen Puerto de Naos, die Festung Castillo de San José aus dem 18. Jahrhundert und der für die gesamte Insel wichtige Handelshafen Los Mármoles. Nördlich davon liegt die 1964 errichtete Meerwasserentsalzungsanlage, die bis heute in Betrieb ist und die gesamte Insel versorgt.
Arrecife setzt sich aus 17 Stadtvierteln zusammen:

Arrecife Centro, Argana Alta, Argana Baja, El Cable, La Concha, Maneje, Los Alonso, Altavista, Parque Maneje, Las Salinas, San Francisco Javier, Tenorio, Titerroy, Valterra, La Vega, Puerto Naos und Punta Grande.
Im Jahre 1974 eröffnete César Manrique das Mehrzweckkulturzentrum El Almacén, um die Kultur in der Inselhauptstadt zu fördern. Es sollte ein Treffpunkt für Künstler aller Nationalitäten werden. Die dortige El Aljibe-Kunstgalerie war die erste auf der Insel. Zu El Almacén gehört auch das nach dem Freund Manriques benannte Restaurant Pablo Ruíz Picásso, später kam ein Kino dazu. Im Jahre 1989 erwarb die Inselregierung das mit Verlusten arbeitende Zentrum und brachte eine Kulturabteilung dort unter.
Der Fußballverein Unión Deportiva Lanzarote ist im Arrecifer Stadion Ciudad Deportiva de Lanzarote beheimatet und spielt derzeit in der dritthöchsten Liga. Das 7000 Plätze umfassende Stadion wurde 1968 eingeweiht. Das Vorgängerstadion hieß Avendaño Porrúa.
Seit 2010 ist die brasilianische Stadt Recife Partnerstadt.

### Verkehr
Etwa fünf Kilometer südlich von Arrecife liegt der internationale Flughafen Lanzarote, bereits in der Nachbargemeinde San Bartolomé. Hier werden Charter- und Linienflüge aus ganz Europa und die regionalen Flüge zu den anderen Kanarischen Inseln abgefertigt.
Der Seehafen Los Mármoles ist für ganz Lanzarote als Umschlagplatz wichtig. Von hier verkehren Fähren zu den Nachbarinseln Teneriffa, Gran Canaria und Fuerteventura sowie nach Cádiz auf dem spanischen Festland. Kreuzfahrtschiffe legen hier oder am stadtnäheren Puerto de Naos an.
Öffentliche Linienbusse, guaguas genannt, fahren von einem Busbahnhof nördlich der Promenade zu mehreren Orten der Insel.

## Bildergalerie

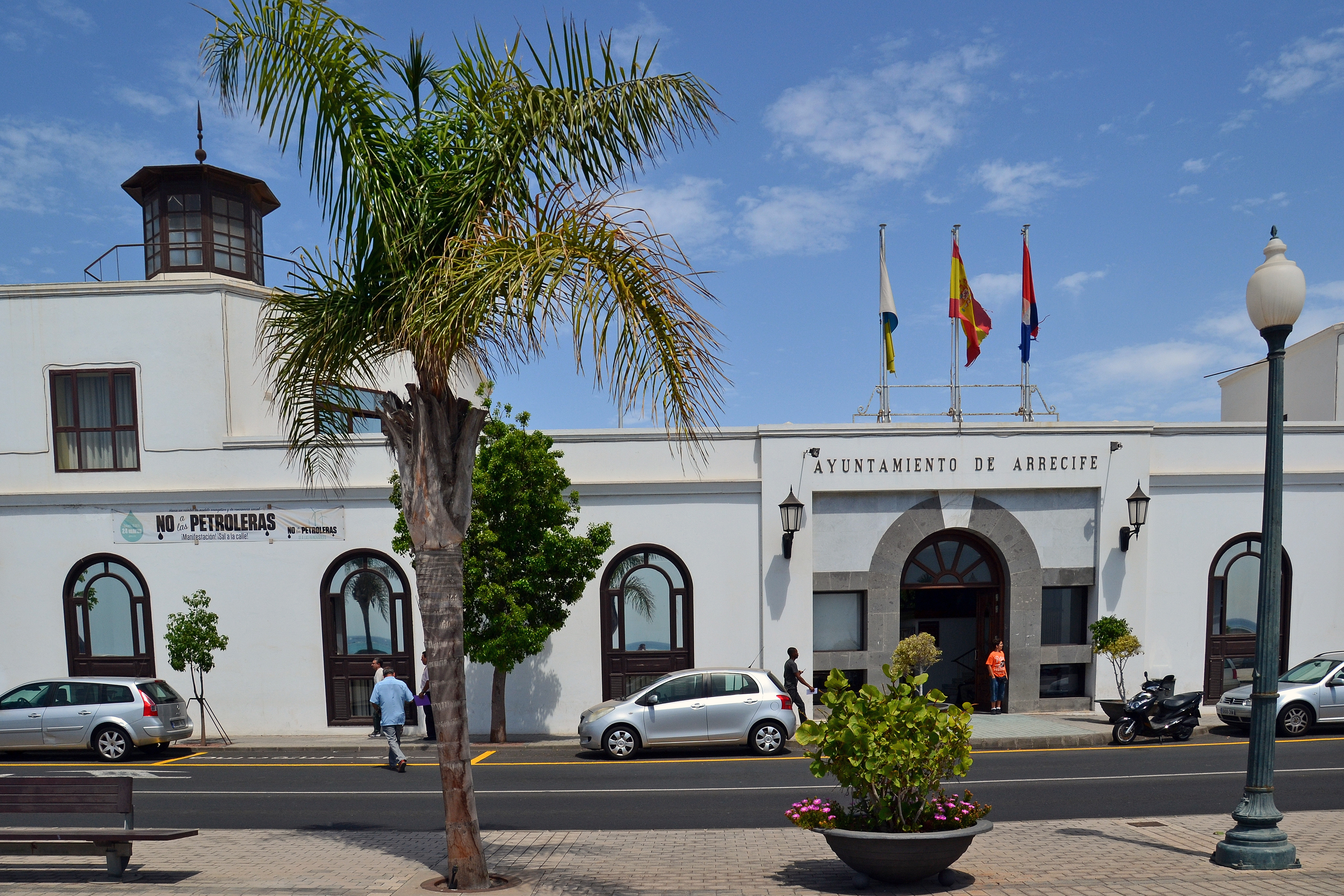
Rathaus
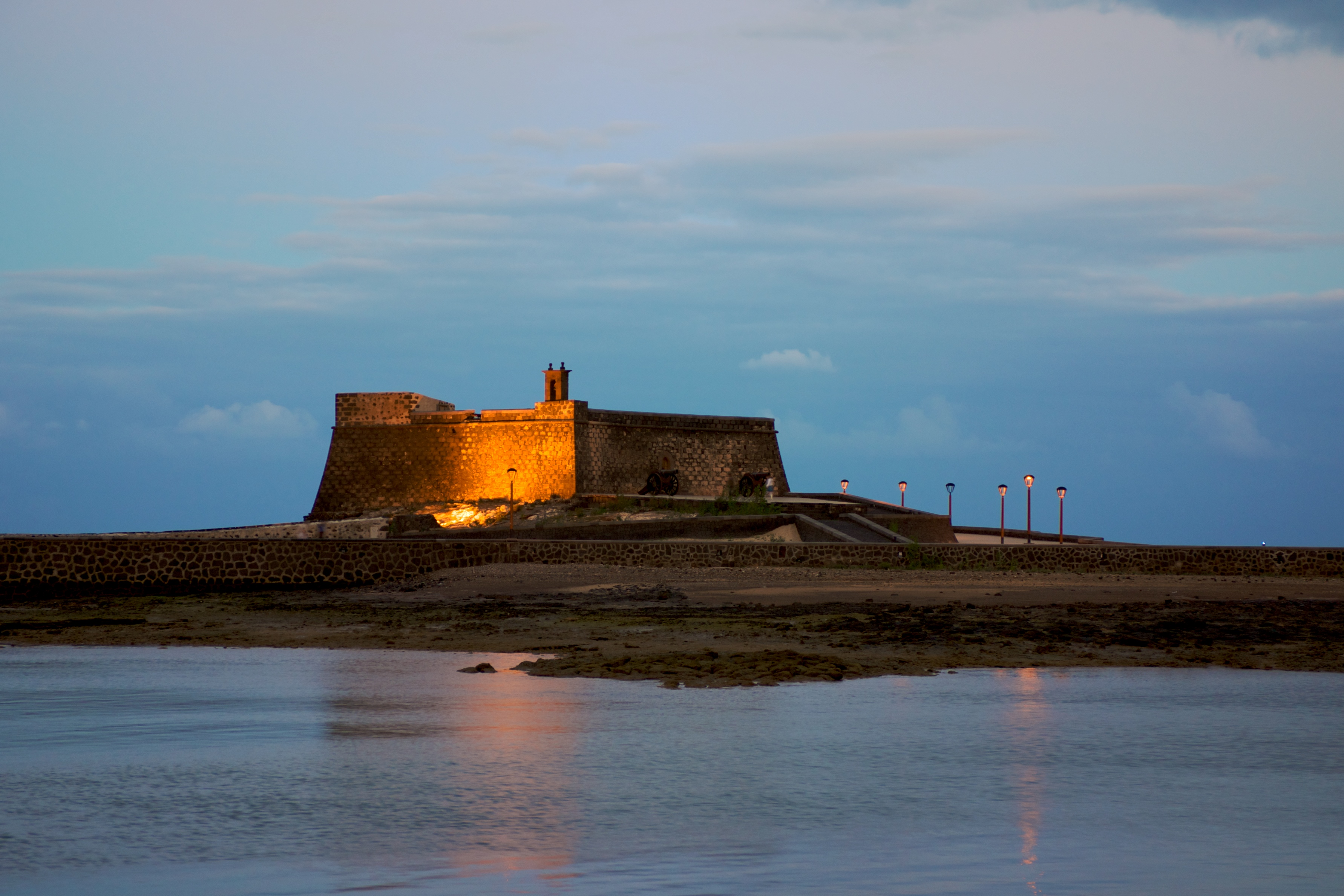
Castillo de San Gabriel
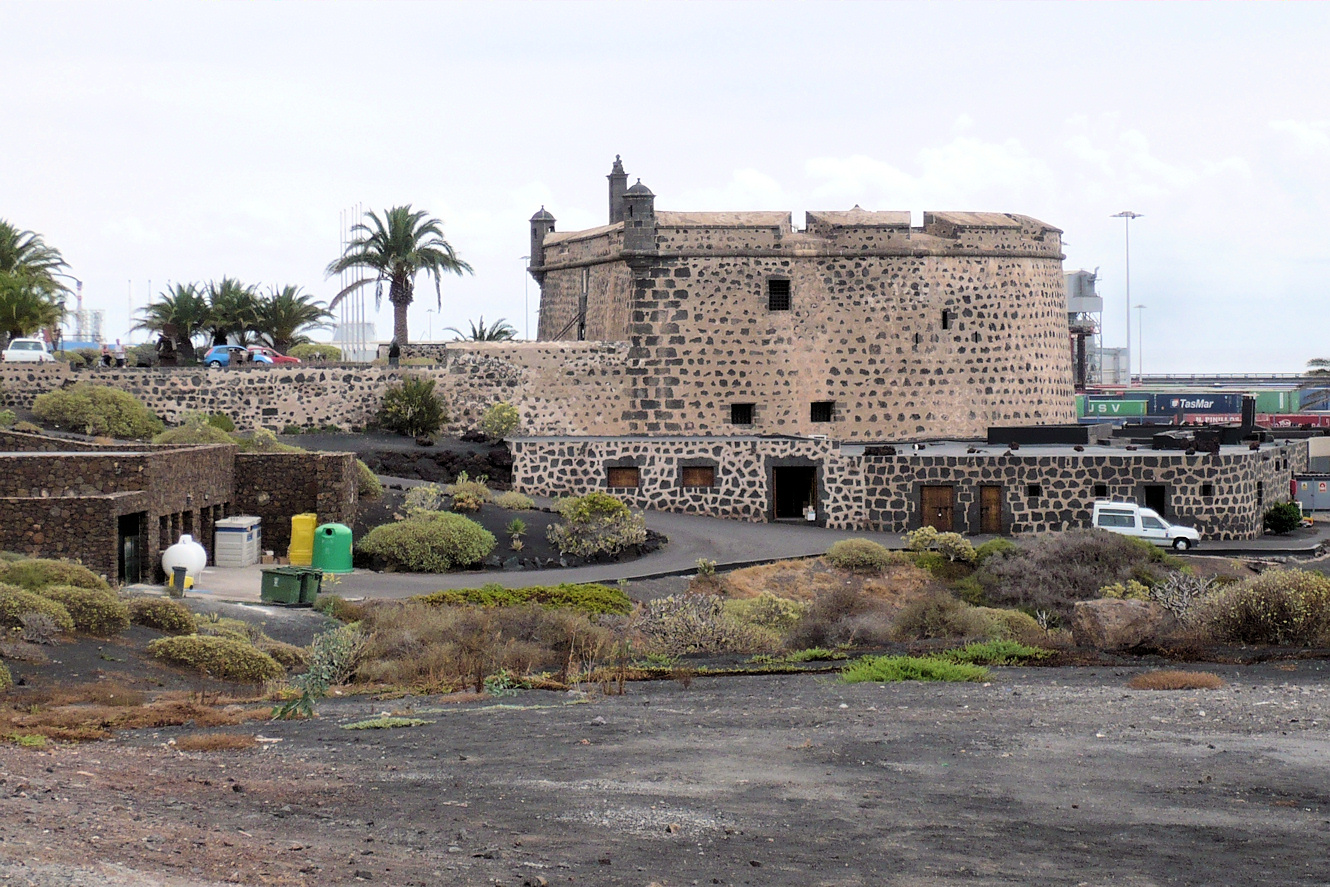
Castillo de San José
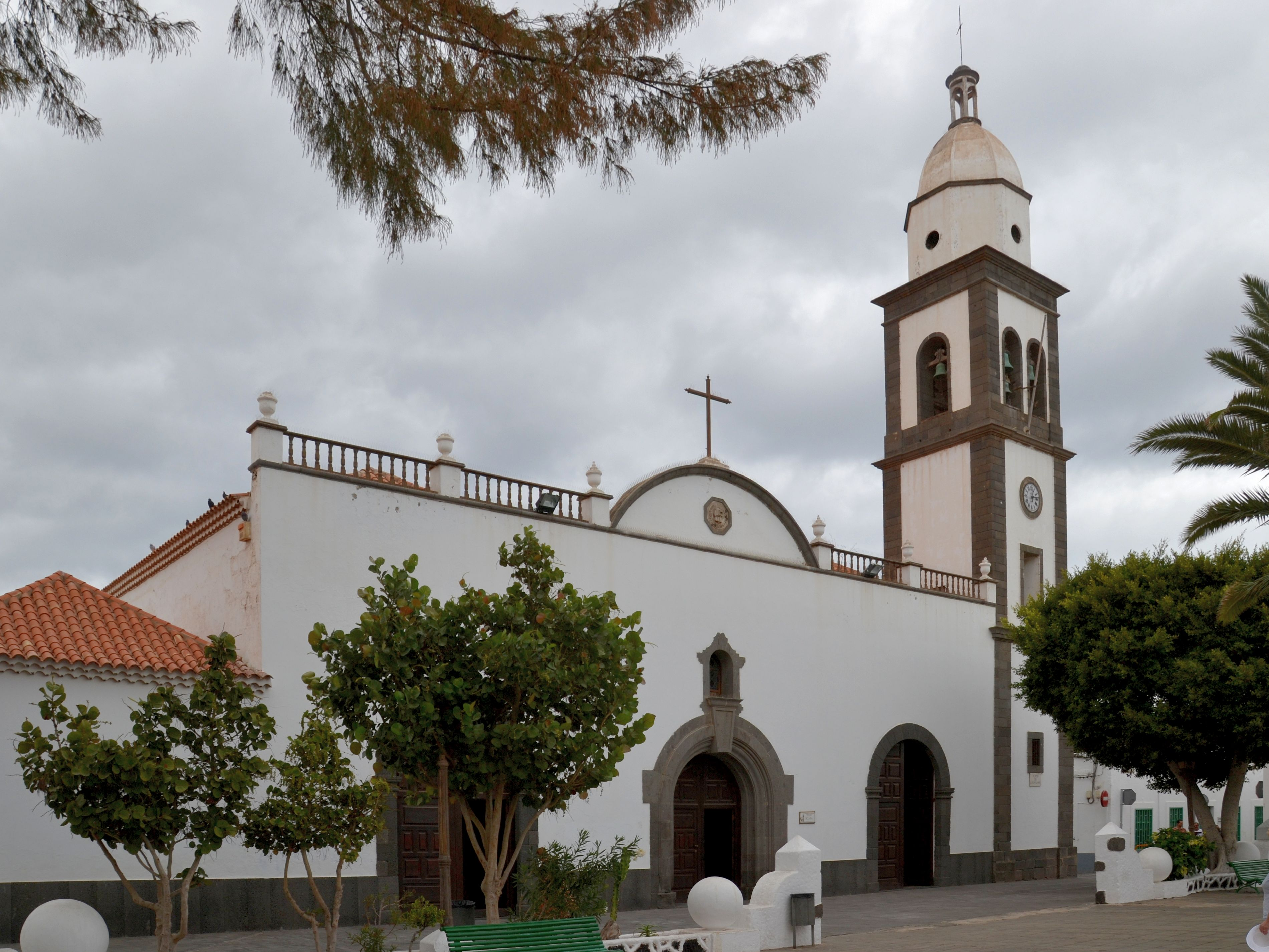
Iglesia de San Ginés
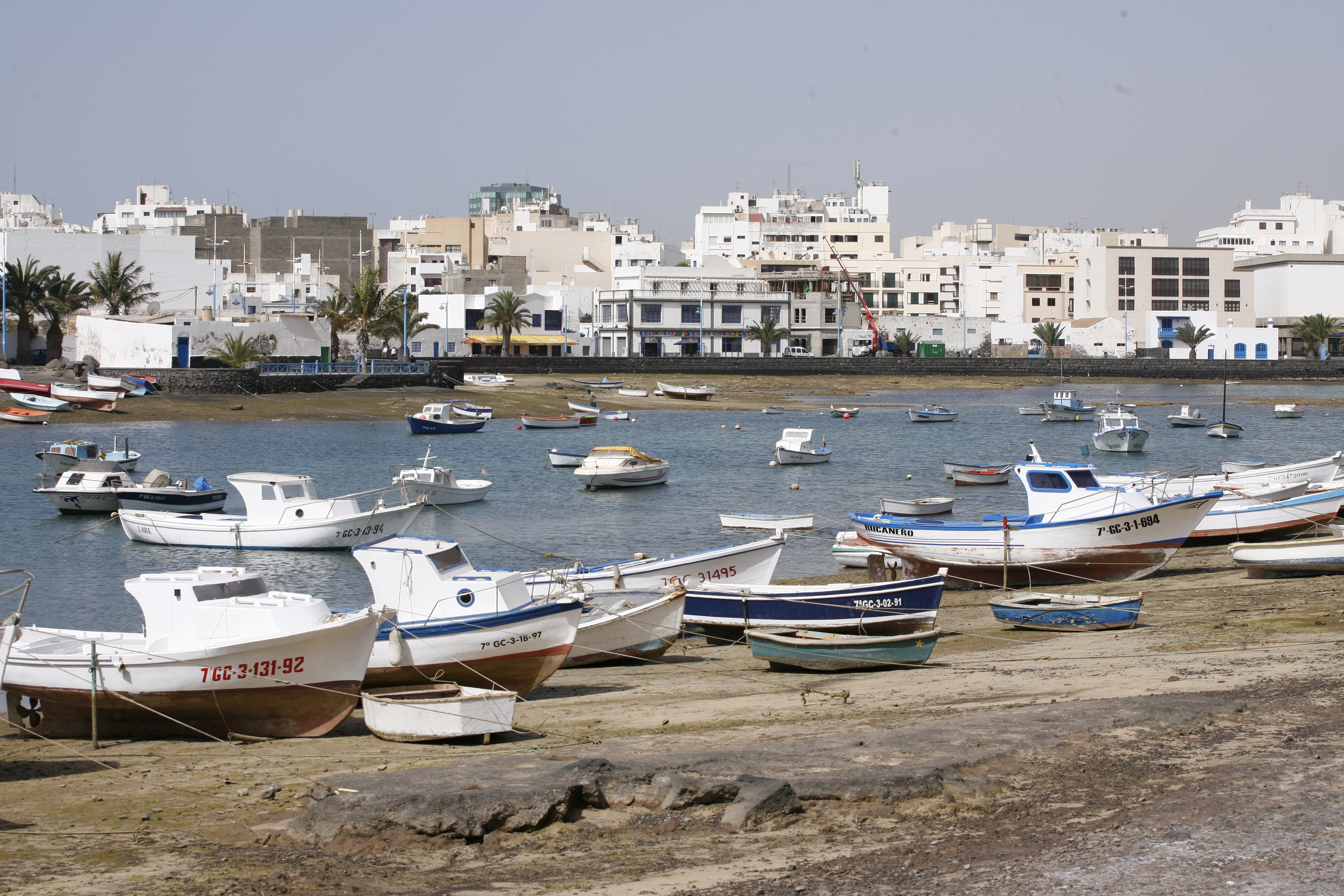
Die Lagune Charco de San Ginés
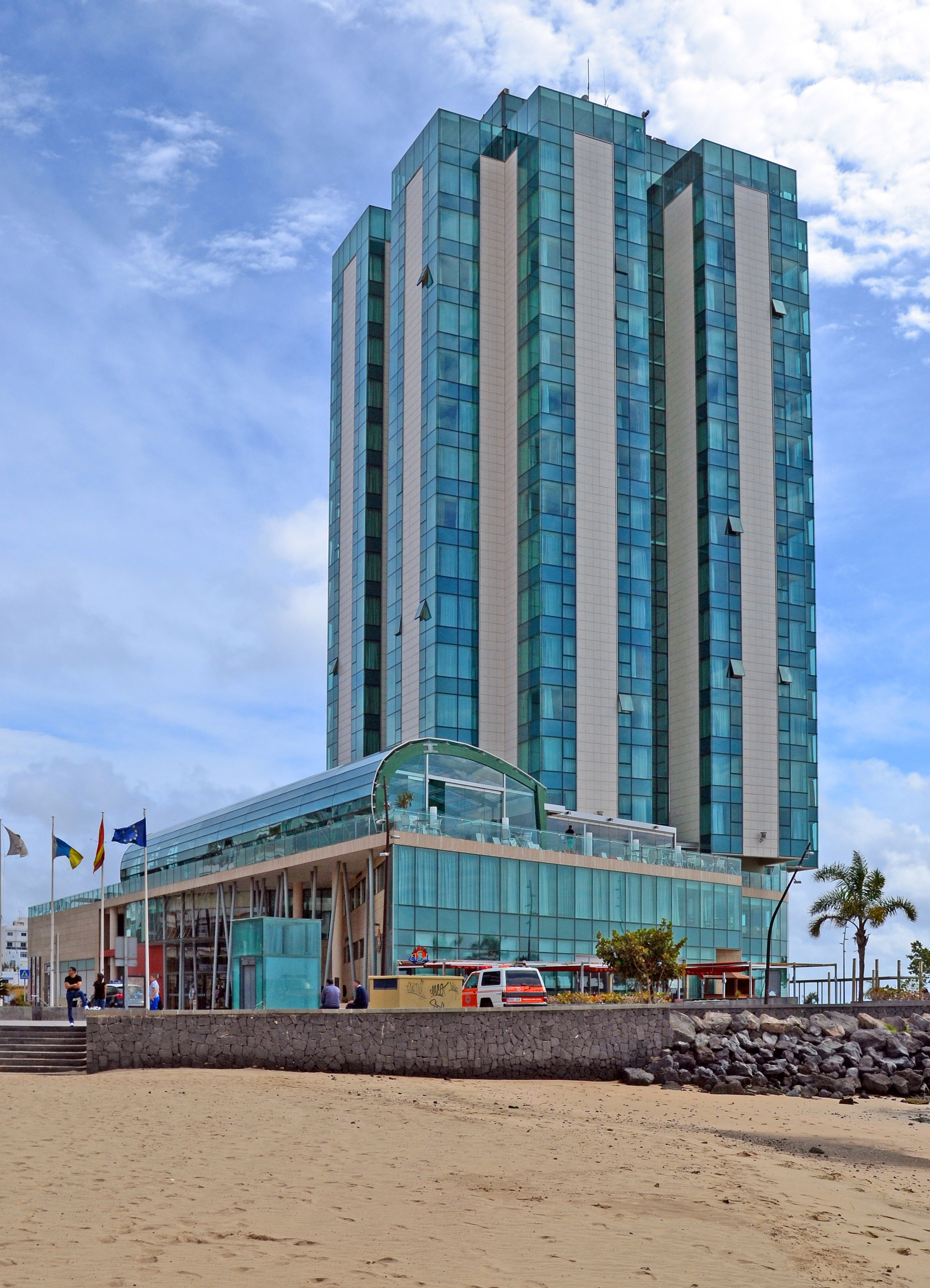
Gran Hotel Arrecife
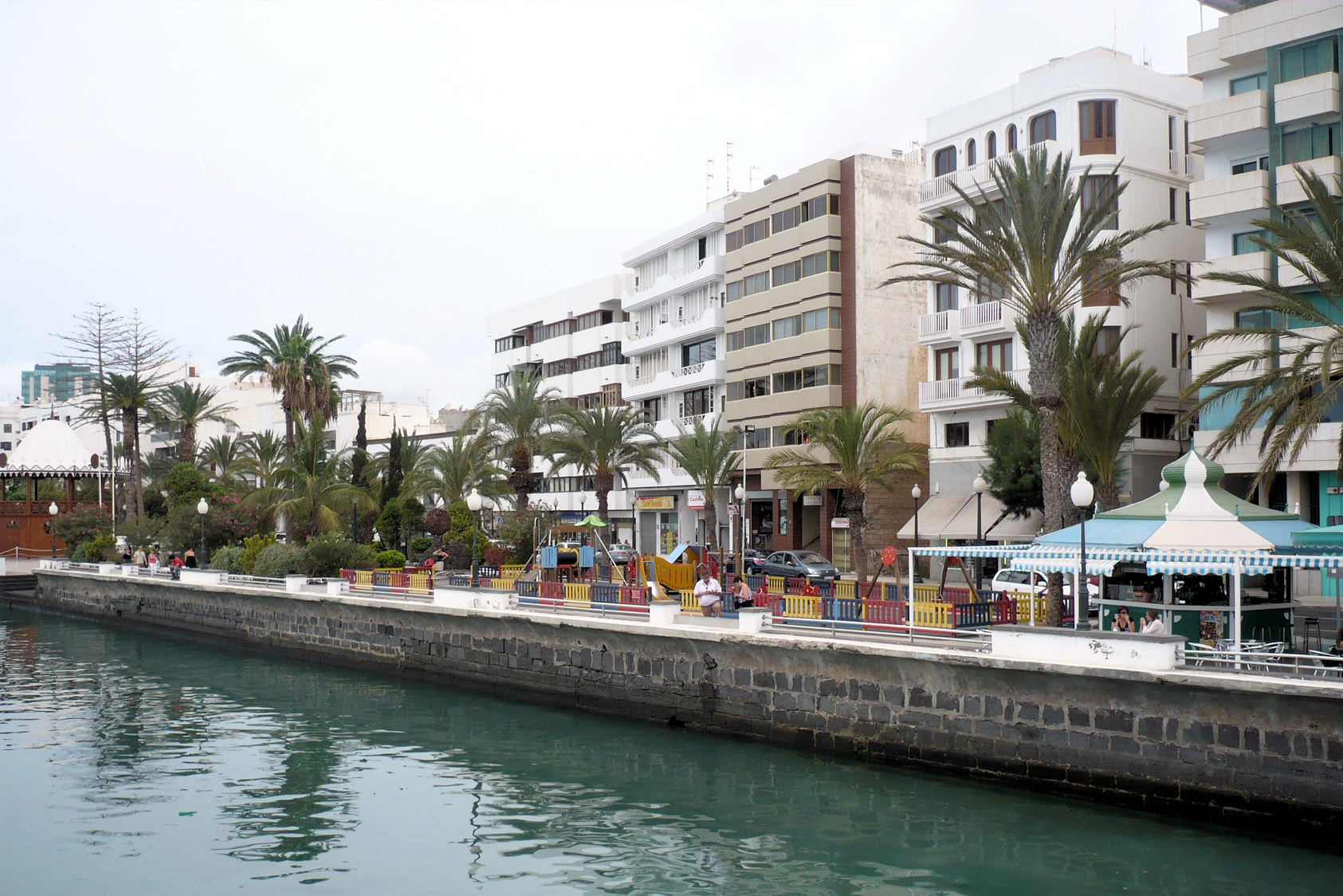
Uferpromenade
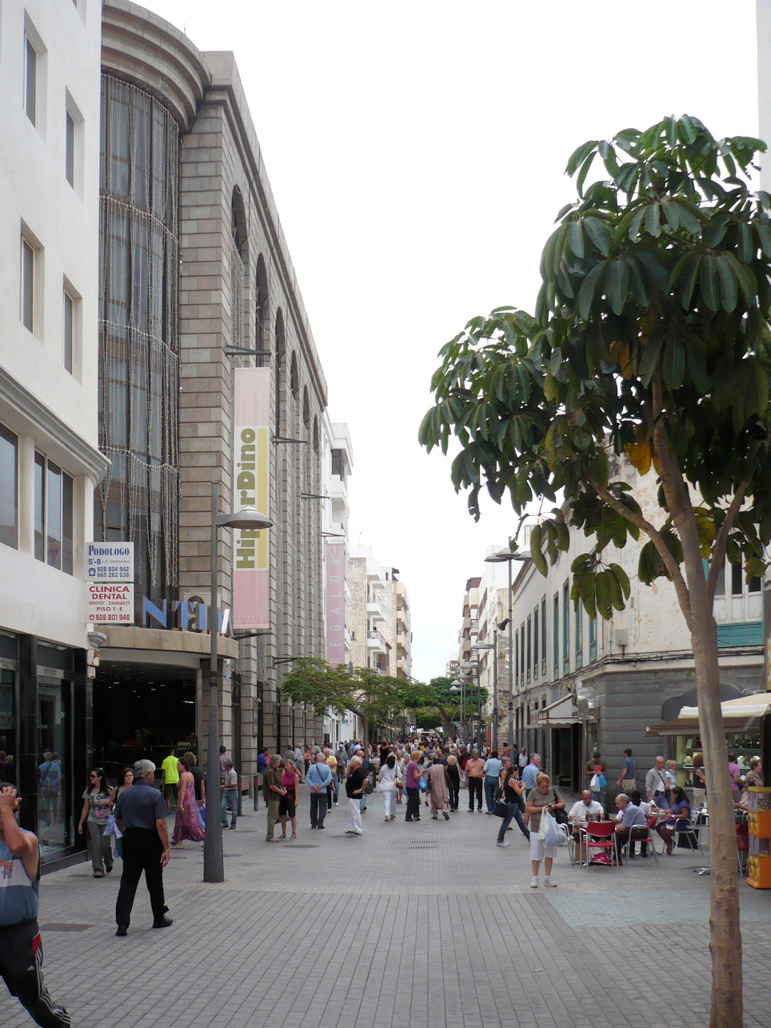
Fußgängerzone, Calle de Leon y Castillo
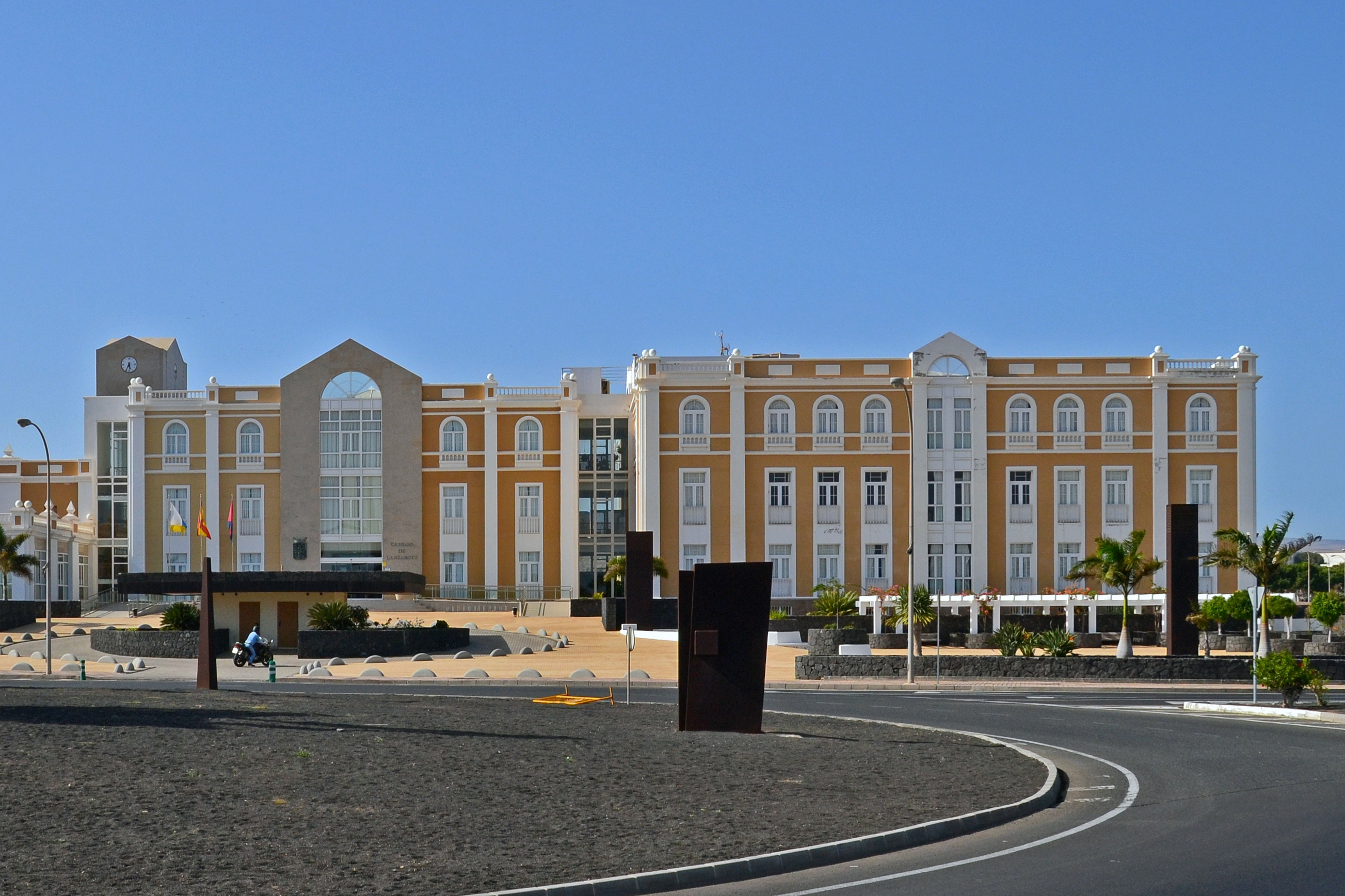
Gebäude des Cabildo Insular de Lanzarote

## Geschichte
Arrecife wurde erstmals im 15. Jahrhundert als kleiner Fischerort erwähnt. Ihren Namen verdankt die Stadt den Arrecifes, den schwarzen vulkanischen Riffs, hinter denen sich die Boote schützend vor Piratenüberfällen verstecken konnten.
Gegen Ende des 16. Jahrhunderts begann Arrecife zu wachsen, denn es war notwendig geworden, für die Hafenarbeiter und Angestellten Wohnhäuser und Lagerhallen für den Handelsverkehr zwischen der Alten und der Neuen Welt (Amerika) zu errichten. Als Folge wurde der Ort ein begehrtes Piratenziel. 1571 plünderte und zerstörte der Seeräuber Dogan das Hafenstädtchen fast völlig.
Wenige Jahre später begannen die Arbeiten am Castillo de San Gabriel auf der vorgelagerten, kleinen Insel El Quemado, von dem man sich Schutz vor Piratenüberfällen versprach. Doch bereits 1586 landete der Pirat Morato Arraez in der Stadt, machte ihr praktisch den Garaus und zerstörte die erste, schon 1574 erbaute Festung. Das heutige Castillo de San Gabriel, mit Glockentürmchen und Wachhäuschen, wurde im Auftrag des spanischen Königs Philipp II. und nach Plänen von Leonardo Torriani um 1590 erbaut. Im Castillo de San Gabriel befindet sich heute das Museo Arqueológico y Etnográfico Castillo de San Gabriel, in dem Fundstücke aus der Zeit vor 1402 gezeigt werden, als die Insel noch nicht von den Spaniern kolonisiert war. Ein Wahrzeichen Arrecifes ist die Zugbrücke Puente de las Bolas, die Arrecife mit dem Castillo verbindet.
Etwas nördlich außerhalb steht das 1776 auf Veranlassung König Karl III. erbaute Castillo de San José. Es befindet sich auf Halbinsel, der Cueva de Inés, acht Meter über der Steilküste, und wird von Einheimischen Hungerburg genannt, da die Bevölkerung nach den gewaltigen Vulkanausbrüchen auf der Insel Mitte des 18. Jahrhunderts Hunger litt. Der Bau, nach Plänen des Bauingenieurs Alfonso Ochando, sollte Arbeit und Schutz vor Piraten bieten. Als die Piraten ausblieben, verlor die Hungerburg an Bedeutung. 1974 wurde das Castillo de San José vom Künstler und Umweltschützer César Manrique in das Museum für zeitgenössische Kunst (Museo Internacional de Arte Contemporáneo) umgewandelt. Dazu gehören ein Restaurant mit Panoramablick zum Meer und ein neu angelegter Saal für Konzerte und Tagungen. Die Galerie beherbergt Gemälde spanischer Künstler. Zu sehen sind unter anderem Werke von Joan Miró und Manolo Millares, Óscar Domínguez und Gerardo Rueda, Eusebio Sempérez, Augustín Cárdena und von Manrique selbst.
1792 entstand die Muelle de las Cebollas (die Mole der Zwiebeln) als Teil des neuen Hafens.

### Kirche San Ginés

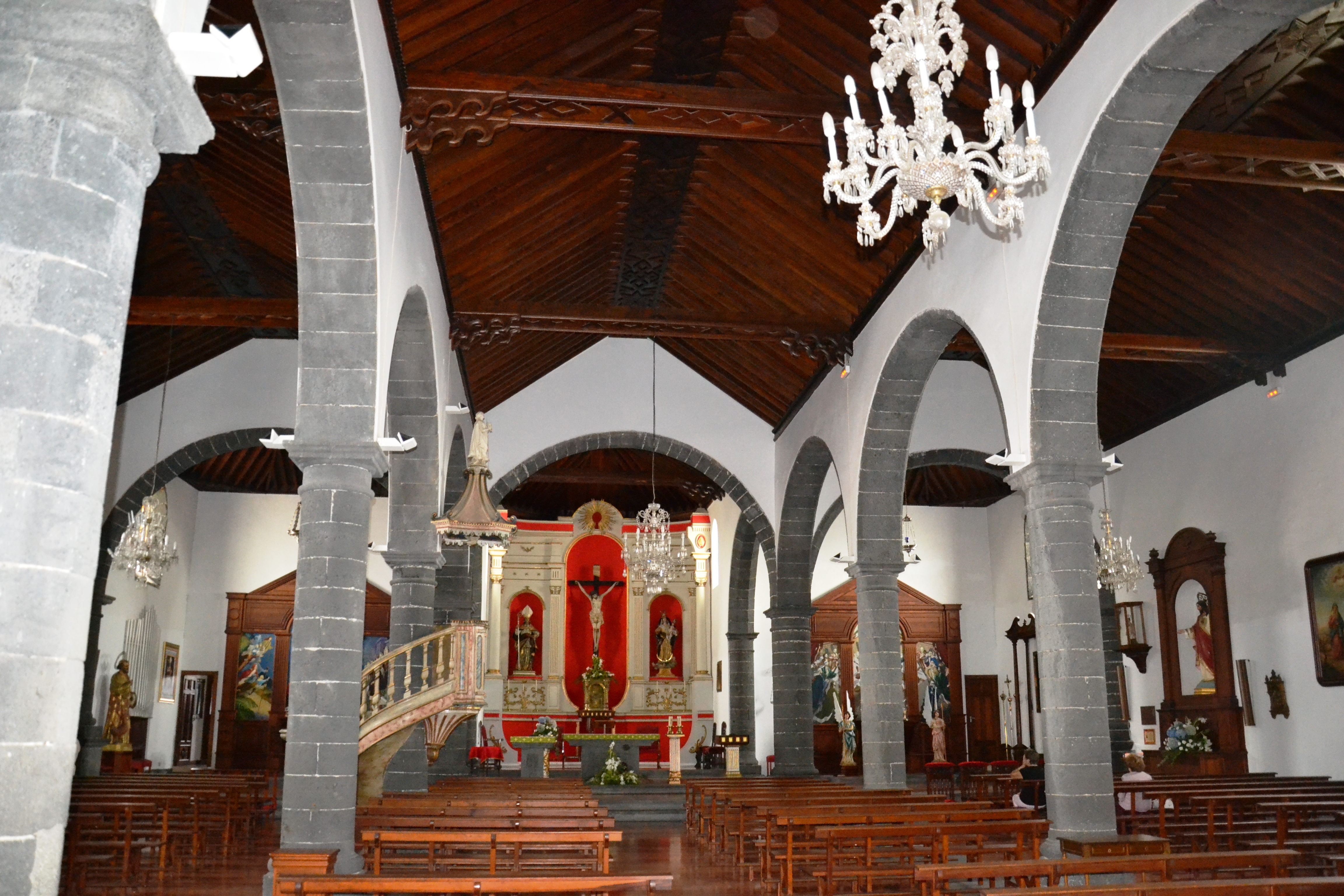
Innenraum der Iglesia de San Ginés

1574 entstand an der Plaza de las Palmas die erste Kirche von Arrecife, dem Heiligen Genesius, Bischof von Clermont (San Ginés) geweiht. Sie ist die älteste Kirche auf Lanzarote. Nach einer Überflutung musste sie 1665 neu aufgebaut werden. Anlässlich der Eröffnung des Hafens wurde am 25. Juni 1798 die erste Messe in der zur Pfarrei erklärten Kirche gehalten. Anfang des 19. Jahrhunderts wurden nacheinander zwei Kirchenschiffe angebaut und als letztes 1842 der Kirchturm errichtet. Die Kirche  hat damit einen dreischiffigen Innenraum und eine holzgeschnitzte Decke.

### Bevölkerungsentwicklung
Demografische Entwicklung der Bevölkerung von Arrecife seit 1842:
Quelle: INE

## Sport
Die Frauen vom Club Balonmano San José Obrero spielten in der höchsten spanischen Liga Handball.

## Söhne und Töchter der Stadt
- César Manrique (1919–1992), Künstler, Architekt, Bildhauer und Umweltschützer
- Rosana (* 1963), Sängerin
- Ambrosio José Martín Cedres (* 1968), Handballtrainer und -spieler
- Goya Toledo (* 1969), Schauspielerin und Fotomodell